# Бакнер (Арканзас)
Бакнер (англ. Buckner) — місто (англ. town) в США, в окрузі Лафаєтт штату Арканзас. Населення — 165 осіб (2020).

## Географія
Бакнер розташований на висоті 89 метрів над рівнем моря за координатами 33°21′26″ пн. ш. 93°26′8″ зх. д. / 33.35722° пн. ш. 93.43556° зх. д. (33.357270, -93.435556). За даними Бюро перепису населення США в 2010 році місто мало площу 3,23 км², з яких 3,22 км² — суходіл та 0,01 км² — водойми. В 2017 році площа становила 3,06 км², з яких 3,05 км² — суходіл та 0,01 км² — водойми.

## Демографія
Згідно з переписом 2010 року, у місті мешкало 275 осіб у 105 домогосподарствах у складі 73 родин. Густота населення становила 85 осіб/км². Було 143 помешкання (44/км²).
Расовий склад населення:
| - 51,6 % — чорних або афроамериканців - 45,1 % — білих - 1,5 % — азіатів - 0,4 % — корінних американців |

До двох чи більше рас належало 1,1 %. Іспаномовні складали 2,2 % від усіх жителів.
За віковим діапазоном населення розподілялося таким чином: 26,2 % — особи молодші 18 років, 58,9 % — особи у віці 18—64 років, 14,9 % — особи у віці 65 років та старші. Медіана віку мешканця становила 40,8 року. На 100 осіб жіночої статі у місті припадало 103,7 чоловіків; на 100 жінок у віці від 18 років та старших — 107,1 чоловіків також старших 18 років.
Середній дохід на одне домашнє господарство становив 37 159 доларів США (медіана — 35 625), а середній дохід на одну сім'ю — 47 628 доларів (медіана — 51 000). Медіана доходів становила 36 250 доларів для чоловіків та 23 333 долари для жінок. За межею бідності перебувало 18,9 % осіб, у тому числі 13,8 % дітей у віці до 18 років та 17,5 % осіб у віці 65 років та старших.
Цивільне працевлаштоване населення становило 137 осіб. Основні галузі зайнятості: виробництво — 38,0 %, освіта, охорона здоров'я та соціальна допомога — 13,9 %, сільське господарство, лісництво, риболовля — 13,1 %.
За даними перепису населення 2000 року в Бакнері проживало 396 осіб, 112 сімей, налічувалося 144 домашніх господарств і 165 житлових будинків. Середня густота населення становила близько 123,8 осіб на один квадратний кілометр. Расовий склад містечка за даними перепису розподілився таким чином: 52,53 % білих, 45,20 % — чорних або афроамериканців, 0,76 % — корінних американців, 0,51 % — азіатів, 1,01 % — представників змішаних рас.
Іспаномовні склали 0,51 % від всіх жителів містечка.
З 144 домашніх господарств в 31,9 % — виховували дітей віком до 18 років, 56,9 % представляли собою подружні пари, які спільно проживають, в 16,7 % сімей жінки проживали без чоловіків, 22,2 % не мали сімей. 19,4 % від загального числа сімей на момент перепису жили самостійно, при цьому 6,9 % склали самотні літні люди у віці 65 років та старше. Середній розмір домашнього господарства склав 2,75 особи, а середній розмір родини — 3,13 особи.
Населення містечка за віковою діапазону за даними переписом 2000 року розподілилося таким чином: 25,3 % — мешканці молодше 18 років, 9,1 % — між 18 і 24 роками, 28,5 % — від 25 до 44 років, 23,5 % — від 45 до 64 років і 13,6 % — у віці 65 років та старше. Середній вік мешканця склав 38 років. На кожні 100 жінок в містечкі припадало 111,8 чоловіків, у віці від 18 років та старше — 96,0 чоловіків також старше 18 років.
Середній дохід на одне домашнє господарство в містечкі склав 24 063 долара США, а середній дохід на одну сім'ю — 25 179 доларів. При цьому чоловіки мали середній дохід в 21 875 доларів США в рік проти 15 625 доларів середньорічного доходу у жінок. Дохід на душу населення в містечкі склав 10 192 долари на рік. 19,1 % від усього числа сімей в населеному пункті і 25,8 % від усієї чисельності населення перебувало на момент перепису населення за межею бідності, при цьому 43,5 % з них були молодші 18 років і 21,7 % — у віці 65 років та старше.